# EN 60601-2-41
Die EN 60601-2-41 mit dem Titel „Medizinische elektrische Geräte – Teil 2-41: Besondere Festlegungen für die Sicherheit von Operationsleuchten und Untersuchungsleuchten“ ist Teil der Normenreihe EN 60601.
Herausgeber der DIN-Norm DIN EN 60601-2-41 ist das Deutsche Institut für Normung.
Die Norm basiert auf der internationalen Fassung IEC 60601-2-41. Im Rahmen des VDE-Normenwerks ist die Norm als VDE 0750-2-41 klassifiziert, siehe DIN-VDE-Normen Teil 7.
Diese Ergänzungsnorm regelt allgemeine Festlegungen für die Sicherheit, Prüfungen und Richtlinien von Operations- und Untersuchungsleuchten. Zweck ist es, Merkmale der Basissicherheit sowie Prüfungen zu beschreiben und zusätzlich Anleitungen für ihre Anwendung zu geben.

## Gültigkeit
Die deutsche Ausgabe 11.2001 ist ab ihrem Erscheinungsdatum als Deutsche Norm angenommen.
- Die aktuelle Fassung (11.2001) ist korrespondierend mit der 2. Ausgabe der DIN EN 60601-1 anzuwenden.
- Es wurde im April 2007 ein Entwurf zur korrespondierenden Anwendung mit der 3. Ausgabe der DIN EN 60601-1 veröffentlicht.

## Anwendungsbereich
Diese besonderen Festlegungen kennzeichnen die Sicherheitsanforderungen an Operationsleuchten und Untersuchungsleuchten.
Diese Norm gilt nicht für:
- Kopfleuchten,
- Endoskope, Laparoskope und ihre Lichtquellen, die in EN 60601-2-18 behandelt werden,
- Leuchten für die Zahnbehandlung, die in ISO 9680 behandelt werden,
- Leuchten für die Allgemeinbeleuchtung, die in IEC 60598-2-1 und IEC 60598-2-4 behandelt werden,
- Leuchten für die Notbeleuchtung, die in IEC 60598-2-22 behandelt werden.

Anmerkung: Andere Leuchten, welche für den Einsatz im klinischen Bereich von Krankenhäusern vorgesehen sind, werden in IEC 60598-2-25 behandelt.

## Zusatzinformation
Folgende geänderte Anforderungen sind in der EN 60601-2-41 enthalten (Auszug):
- Schutz vor mechanische Gefährdungen (Standfestigkeit, bewegte Teile)
- Schutz vor Strahlung (UV)
- Schutz vor Unterbrechung der Stromversorgung
- Schutz vor übermäßigen Temperaturen
- Eigenschaften der Beleuchtung (Beleuchtungsstärke, spektrale Eigenschaften, Temperaturerhöhung im Leuchtfeld)
- Zukünftig in Hinblick auf LED’s: Farbtemperatur/Lichtfarbe